# Ugo de Wilde

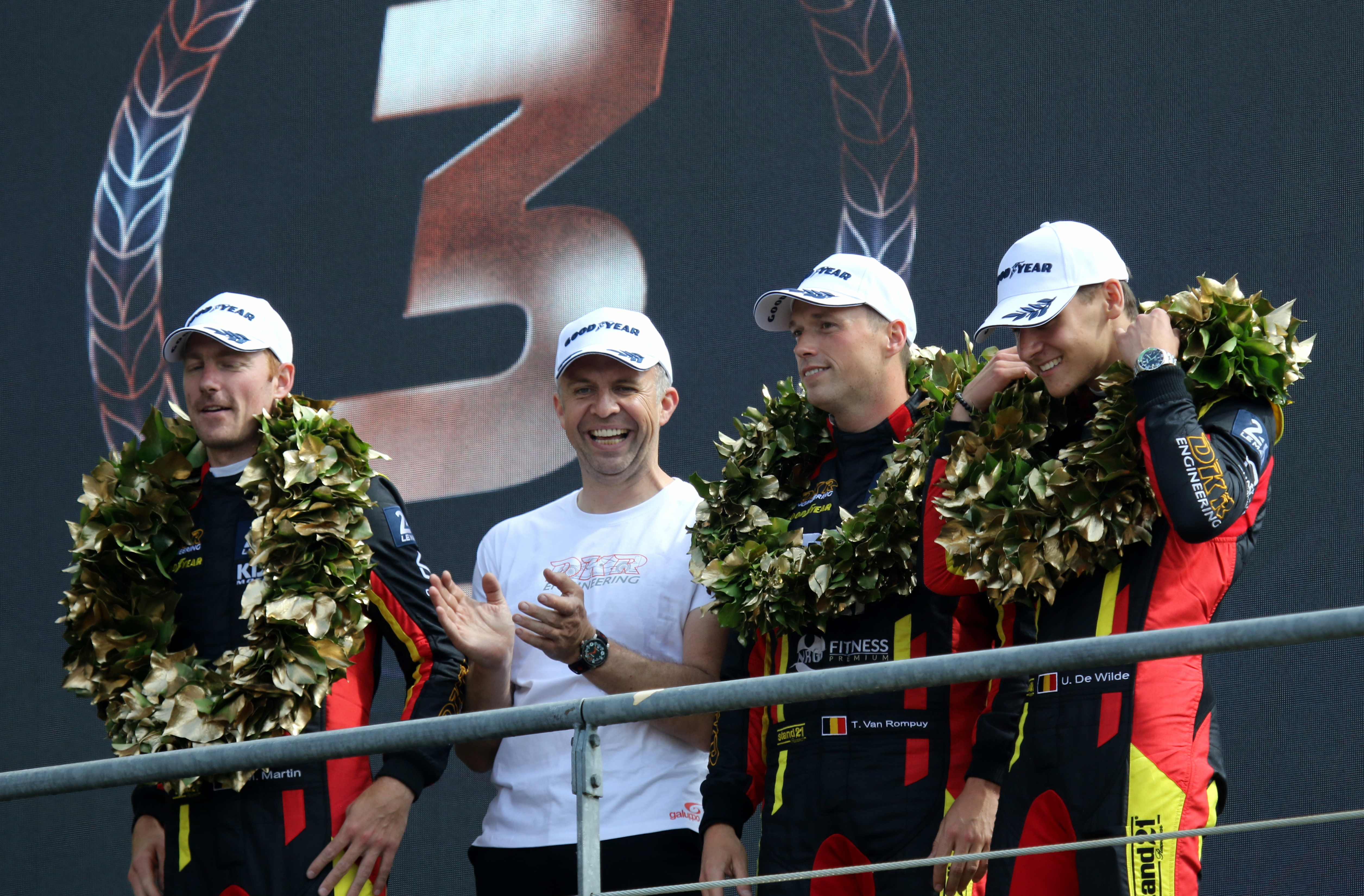
Ugo de Wilde (rechts), mit Maxime Martin und Tom Van Rompuy 2023 in Le Mans

Ugo de Wilde (* 20. November 2002 in Brüssel) ist ein belgischer Autorennfahrer.

## Karriere als Rennfahrer
Ugo de Wilde begann nach den Teenager-Jahren im Kartsport 2017 im Alter von 15 Jahren mit Monopostorennen. Er fuhr in Formel-4-Meisterschaften, wo er 2017 Dritter der südostasiatischen- und 2018 Zweiter der französischen Meisterschaft wurde. 
Nach zwei Jahren im Formel Renault Eurocup startete er ab der Saison 2021 bei Sportwagenrennen. Die LMP3-Klasse der European Le Mans Series 2021 beendete er als Vierter, daneben startete er unter anderem in der Belcar Endurance Championship, der Lamborghini Super Trofeo Europe und der IMSA WeatherTech SportsCar Championship. 2023 gab er sein Debüt beim 24-Stunden-Rennen von Le Mans und kam mit den Teamkollegen Tom Van Rompuy und Maxime Martin im Oreca 07 von DKR Engineering als 32. der Gesamtwertung ins Ziel. 

## Statistik

### Le-Mans-Ergebnisse
| Jahr | Team            | Fahrzeug | Teamkollege    | Teamkollege   | Platzierung | Ausfallgrund |
| ---- | --------------- | -------- | -------------- | ------------- | ----------- | ------------ |
| 2023 | DKR Engineering | Oreca 07 | Tom Van Rompuy | Maxime Martin | Rang 32     |              |

### Sebring-Ergebnisse
| Jahr | Team                        | Fahrzeug           | Teamkollege      | Teamkollege | Teamkollege | Platzierung | Ausfallgrund |
| ---- | --------------------------- | ------------------ | ---------------- | ----------- | ----------- | ----------- | ------------ |
| 2022 | Mühlner Motorsports America | Duqueine M30 - D08 | Harry Gottsacker | Alec Udell  | Ausfall     | Unfall      |              |

### Einzelergebnisse in der FIA-Langstrecken-Weltmeisterschaft
| Saison | Team            | Rennwagen | 1   | 2   | 3   | 4   | 5   | 6   | 7   |
| ------ | --------------- | --------- | --- | --- | --- | --- | --- | --- | --- |
| 2023   | DKR Engineering | Oreca 07  | SEB | POR | SPA | LEM | MON | FUJ | BAH |
| 2023   | DKR Engineering | Oreca 07  | 32  |     |     |     |     |     |     |